# 唐詩紀事
唐詩紀事，唐代詩歌集。南宋計有功編，凡81卷。
唐詩紀事收錄唐代詩人1150家，自序說凡唐代“三百年間文集、雜說、傳記、遺史、碑誌、石刻，下至一聯一句，傳誦口耳，悉搜採繕錄。間捧宦牒，周遊四方，名山勝地，殘篇遺墨，未嘗棄去”。胡震亨曰：“計氏此書，雖詩與事蹟、評論並載，似乎詩話之流，然所重在錄詩，故當是編輯家一巨撰。收採之博，考據之詳，有功於唐詩不細。”四库館臣称是集“或录名篇，或记本事，兼详其世系爵里，凡一千一百五十家。唐人诗集不传于世者，多赖是书以存”。本書亦有疏于考订，误收的情况。王禧自序亦云：“因得是书，立命数十吏抄录，其间不能无鲁鱼亥豕之误”。南宋嘉定十七年（1224年）王禧刻本是目前所見最早刻本。1989年王仲镛出版有《唐诗纪事校笺》。